# Куция, Георгий
Гео́ргий Ку́ция (груз. გიორგი კუცია; 27 октября 1999, Тбилиси, Грузия) — грузинский футболист, полузащитник украинского клуба «Вереса».

## Биография

### Клубная карьера
Дебютировал в чемпионате Грузии в составе тбилисского «Динамо» 26 ноября 2016 года в матче против кутаисского «Торпедо», в котором вышел на замену на 89-й минуте вместо Вахтанга Чантуришвили. В сезоне 2016 на поле больше не выходил, но уже со следующего стал получать гораздо больше игровой практики. Сезон 2019 Куция отыграл в аренде за клуб «Дила», где провёл 30 матчей и забил 4 гола.

### Карьера в сборной
В 2017 году в составе сборной Грузии до 19 лет принимал участие в домашнем для Грузии юношеском чемпионате Европы, где сыграл в трёх матчах группового этапа и занял с командой третье место в группе.